# Landesgleichstellungsgesetz
Landesgleichstellungsgesetze gibt es in Deutschland für zwei Bereiche: Gleichstellung von Frauen und Männern, auch Frauenförderung, sowie Gleichstellung behinderter Menschen.

## Gleichstellung von Frauen und Männern
Auf der Bundesebene gibt seit 2001 das Bundesgleichstellungsgesetz (BGleiG) der rot-grünen Regierung Schröder in § 1 als Ziel an: „Nach Maßgabe dieses Gesetzes werden Frauen gefördert, um bestehende Benachteiligungen abzubauen.“
Das BGleiG ist aber kein Rahmenrecht für die 16 Bundesländer, es gilt nur für die Dienststellen des Bundes. Jedes Bundesland hat seit den 1990er-Jahren sein eigenes Gleichstellungsgesetz (Stand 2017):
1. Bayern: Bayerisches Gesetz zur Gleichstellung von Frauen und Männern vom 24. Mai 1996 (Bayerisches Gleichstellungsgesetz: BayGlG)
2. Baden-Württemberg: Gesetz zur Verwirklichung der Chancengleichheit von Frauen und Männern im öffentlichen Dienst des Landes Baden-Württemberg (Chancengleichheitsgesetz – ChancenG) vom 11. Oktober 2005 Zuletzt geändert 2020.
3. Berlin: Landesgleichstellungsgesetz von Berlin (LGG) vom 6. September 2002. Zuletzt geändert 2020.
4. Brandenburg: Gesetz zur Gleichstellung von Frauen und Männern im öffentlichen Dienst im Land Brandenburg (Landesgleichstellungsgesetz – LGG) vom 4. Juli 1994
5. Bremen: Gesetz zur Gleichstellung von Frau und Mann im öffentlichen Dienst des Landes Bremen (Landesgleichstellungsgesetz) 29. November 1990
6. Hamburg: Hamburgisches Gleichstellungsgesetz – HmbGleiG, Stand: 1. Januar 2015
7. Hessen: Hessisches Gesetz über die Gleichberechtigung von Frauen und Männern und zum Abbau von Diskriminierungen von Frauen in der öffentlichen Verwaltung (Hessisches Gleichberechtigungsgesetz HGlG) vom 21. Dezember 1993, aktueller Stand: 1. Januar 2016
8. Mecklenburg-Vorpommern: Gesetz zur Gleichberechtigung von Frau und Mann im öffentlichen Dienst des Landes Mecklenburg-Vorpommern (Gleichstellungsgesetz - GlG M-V) vom 11. Juli 2016, Stand: 11. Juli 2016
9. Niedersachsen: Niedersächsisches Gleichberechtigungsgesetz (NGG) vom 9. Dezember 2010
10. Nordrhein-Westfalen: Gesetz zur Gleichstellung von Frauen und Männern für das Land Nordrhein-Westfalen (Landesgleichstellungsgesetz – LGG). 9. November 1999, Stand: 23. Januar 2018
11. Rheinland-Pfalz: Landesgleichstellungsgesetz (LGG) Zuletzt geändert 2020.
12. Saarland: Landesgleichstellungsgesetz des Saarlandes, Stand: 17. Juli 2015
13. Sachsen-Anhalt: Frauenfördergesetz - FrFG vom 07.12.1993
14. Sachsen: Gesetz zur Förderung von Frauen und der Vereinbarkeit von Familie und Beruf im öffentlichen Dienst im Freistaat Sachsen – Sächsisches Frauenfördergesetz (SächsFFG) – vom 31. März 1994, aktuelle Fassung
15. Schleswig-Holstein: Gesetz zur Gleichstellung der Frauen im öffentlichen Dienst (Gleichstellungsgesetz – GstG) vom 13. Dezember 1994 Zuletzt geändert 2019.
16. Thüringen: Thüringer Gleichstellungsgesetz (GleichstG TH 2013) vom 6. März 2013 Zuletzt geändert 2016

## Gleichstellung von Menschen mit Behinderung
Die Landesgleichstellungsgesetze einzelner Bundesländer wurden geschaffen,
um die Inhalte des Gesetzes zur Gleichstellung behinderter Menschen oder Behindertengleichstellungsgesetz (BGG) auf Länderebene umzusetzen.
Die Landesgleichstellungsgesetze unterscheiden sich teilweise von dem Behindertengleichstellungsgesetzes (BGG) und untereinander.

### Bayern
In Bayern gilt derzeit das Bayerische Gesetz zur Gleichstellung, Integration und Teilhabe von Menschen mit Behinderung (Bayerisches Behindertengleichstellungsgesetz - BayBGG) vom 9. Juli 2003, GVBl. S. 419, das zuletzt (Stand: 28. Dezember 2019) durch § 1 Abs. 359 der Verordnung vom 26. März 2019 (GVBl. S. 98) geändert worden ist.

### Baden-Württemberg
In Baden-Württemberg gilt derzeit das Landesgesetz zur Gleichstellung von Menschen mit Behinderungen (Landes-Behindertengleichstellungsgesetz – L-BGG) vom 17. Dezember 2014 (Gbl. 2014, 819), das zuletzt (Stand: 28. Dezember 2019) durch Gesetz vom 18. Dezember 2018 (GBl. S. 1560) geändert worden ist.

### Berlin
In Berlin gilt derzeit (Stand April 2023) das Gesetz über die Gleichberechtigung von Menschen mit und ohne Behinderung (Landesgleichberechtigungsgesetz - LGBG) in der Fassung vom 27. September 2021, das als Artikel 1 des Gesetzes zur Umsetzung des Übereinkommens der Vereinten Nationen über die Rechte von Menschen mit Behinderungen im Land Berlin vom 27. September 2021 (GVBl. S. 1167) verkündet wurde.

### Brandenburg
In Brandenburg galt bis 2003 das Gesetz zur Gleichstellung behinderter Menschen im Land Brandenburg (Brandenburgisches Behindertengleichstellungsgesetz - BbgBGG) vom 20. März 2003
(GVBl.I/03, [Nr. 04], S. 42). Dieses trat durch § 18 des Gesetzes des  Landes Brandenburg zur Gleichstellung von Menschen mit Behinderungen (Brandenburgisches Behindertengleichstellungsgesetz – BbgBGG) vom 11. Februar 2013 (GVBl.I/13, [Nr. 05]) außer Kraft, welches seitdem in Brandenburg gilt.

### Weitere Bundesländer
- Bremen: Gesetz zur Gleichstellung von Menschen mit Behinderung
- Hamburg: Hamburgisches Gesetz zur Gleichstellung behinderter Menschen vom 10. März 2005, in Kraft getreten am 21. März 2005
- Hessen: Hessisches Gesetz zur Gleichstellung von Menschen mit Behinderungen (Hessisches Behinderten-Gleichstellungsgesetz - HessBGG) vom 20. Dezember 2004
- Mecklenburg-Vorpommern: Seit dem 10. Juli 2006 ist das Landesbehindertengleichstellungsgesetz (LBGG M-V) in Kraft.
- Niedersachsen: Der Landtag beschloss am 14. November 2007 als letztes Bundesland ein Gesetz zur Gleichstellung von Menschen mit Behinderung (Niedersächsisches Behindertengleichstellungsgesetz NBGG), in Kraft seit 1. Januar 2008.
- Nordrhein-Westfalen: Gesetz zur Gleichstellung behinderter Menschen (BGG NRW) und zur Änderung anderer Gesetze (PDF; 266 kB) am 11. Dezember 2003 verabschiedet.
- Rheinland-Pfalz: Landesgesetz zur Gleichstellung behinderter Menschen (LGGBehM) Stand 2003.
- Saarland: Gesetz zur Gleichstellung von Menschen mit Behinderung im Saarland (Saarländisches Behindertengleichstellungsgesetz - SBGG) vom 26. November 2003.
- Sachsen: Gesetz zur Verbesserung des selbstbestimmten Handelns von Menschen mit Behinderungen im Freistaat Sachsen vom 28. Mai 2004, aktuelle Fassung.
- Sachsen-Anhalt: Behindertengleichstellungsgesetz – BGG LSA vom 16. Dezember 2010.
- Schleswig-Holstein: Gleichstellung
- Thüringen: Am 24. Dezember 2005 trat das "Thüringische Gesetz zur Gleichstellung und Verbesserung der Integration von Menschen mit Behinderung" (ThürGIG) in Kraft.